# Hillel Cohen
Hillel Cohen-Bar (* 5. října 1961 Jeruzalém) je izraelský učenec, který studuje a píše o židovsko-arabských vztazích v Palestině / Izraeli. Je docentem na katedře islámských a blízkovýchodních studií na Hebrejské univerzitě v Jeruzalémě a vedoucím Cherrickova centra pro studium Sionismu a Státu Izrael na této univerzitě. Je řazen k izraelským Novým historikům.
Cohen je zvláště obeznámen s Východním Jeruzalémem, tématem jeho knihy Kikar Hashuk Reka (The Marketplace is Empty or: The Rise and Fall of Arab Jerusalem; Tržiště je prázdné nebo: Vzestup a Pád arabského Jeruzaléma), protože strávil roky jako korespondent pro záležitosti Východního Jeruzaléma pro izraelský týdeník Kol Ha'ir. Publikoval rozsáhle o palestinských vnitřních uprchlících a o válce v roce 1948. Dvě z jeho knih se zabývají palestinskými kolaboranty a izraelskými bezpečnostními agenturami pomocí metodiky, kterou lze popsat jako historie zdola. The Jerusalem Post nazývá jeho knihy „dostupnou směsí akademického výzkumu a živých novinářských reportáží. Cohen dokáže ukázat empatii, pokud jde o lidské záležitosti, ale udržuje profesionální odstup ohledně událostí. “
V zahraničí se poprvé stal známým v roce 2008, když jeho kniha Army of Shadows, Palestinian Collaboration with Zionism, 1917-1948, vyšla v University of California Press. Kniha Good Arabs: The Israeli Security Services and the Israeli Arabs vyšla ve stejném vydavatelství. Jeho poslední kniha Year Zero of the Arab-Israeli Conflict byla vydána Brandeis University Press, v roce 2015.